# The Big 4 Live from Sofia, Bulgaria
The Big 4 Live from Sofia, Bulgaria — совместный DVD/Blu-ray альбом групп Metallica, Megadeth, Slayer и Anthrax, образующих так называемую «большую четверку треш-метала». Диск издан в 2010 году.

## Об альбоме
Концерт был записан 22 июня 2010 года в столице Болгарии Софии на фестивале Sonisphere. Это событие транслировалось по спутнику в день проведения более чем в 800 кинотеатрах по всему миру.
Альбом выпущен в обычном издании на двух дисках, включая закулисные сцены и интервью, а также в ограниченном «Super Deluxe» издании, в которое входят 2 DVD, 5 CD, 24-страничный буклет, постер, фотографии каждой группы и медиатор с надписью «The Big 4».
The Big 4 Live from Sofia, Bulgaria достиг максимального уровня продаж в США и ему был присвоен мультиплатиновый статус от RIAA за тираж более 2 000 000 экземпляров в декабре 2010 года.

## Концерт
В декабре 2009 года было подтверждено, что  Megadeth, Metallica, Slayer и Anthrax отправляются в совместный тур в рамках фестивалей Sonisphere в Польше, Швейцарии, Чехии, Болгарии, Греции, Румынии и Турции. Во время фестиваля в Болгарии все участники Metallica, Megadeth, Anthrax и Дэйв Ломбардо из Slayer исполнили на одной сцене песню «Am I Evil?» группы Diamond Head. Кроме того, это был первый раз, когда Джеймс Хэтфилд и Ларс Ульрих играли вместе с Дэйвом Мастейном с 1983 года, после его увольнения из Metallica.

## Список композиций
| DVD 1/CD 1 1. Caught in a Mosh 2. Got the Time 3. Madhouse 4. Be All, End All 5. Antisocial 6. Indians/Heaven & Hell 7. Medusa 8. Only 9. Metal Thrashing Mad 10. I Am the Law | DVD 1/CD 2 1. Holy Wars... The Punishment Due 2. Hangar 18 3. Wake Up Dead 4. Head Crusher 5. In My Darkest Hour 6. Skin o' My Teeth 7. À Tout le Monde 8. Hook in Mouth 9. Trust 10. Sweating Bullets 11. Symphony of Destruction 12. Peace Sells/Holy Wars Reprise | DVD 1/CD 3 1. World Painted Blood 2. Jihad 3. War Ensemble 4. Hate Worldwide 5. Seasons In The Abyss 6. Angel of Death 7. Beauty Through Order 8. Disciple 9. Mandatory Suicide 10. Chemical Warfare 11. South of Heaven 12. Raining Blood | DVD 2/CD 4 & 5 1. Creeping Death 2. For Whom The Bell Tolls 3. Fuel 4. Harvester of Sorrow 5. Fade to Black 6. That Was Just Your Life 7. Cyanide 8. Sad but True 9. Welcome Home (Sanitarium) 10. All Nightmare Long 11. One 12. Master of Puppets 13. Blackened 14. Nothing Else Matters 15. Enter Sandman 16. Am I Evil? вместе с Megadeth, Anthrax и Дэйвом Ломбардо 17. Hit the Lights 18. Seek & Destroy |

## Участники записи
| - Джои Беладонна — вокал - Роб Каджано — соло-гитара - Скотт Ян — ритм-гитара, бэк-вокал - Фрэнк Бэлло — бас-гитара, бэк-вокал - Чарли Бенанте — барабаны | - Дэйв Мастейн — вокал, соло/ритм-гитара - Крис Бродерик —соло/ритм-гитара, бэк-вокал - Дэвид Эллефсон — бас-гитара, бэк-вокал - Шон Дровер — барабаны | - Том Арайа — вокал, бас-гитара - Джефф Ханнеман — соло/ритм-гитара - Керри Кинг — соло/ритм-гитара - Дэйв Ломбардо — барабаны | - Джеймс Хэтфилд — вокал, ритм-гитара - Кирк Хэмметт — соло-гитара, бэк-вокал - Роберт Трухильо — бас-гитара, бэк-вокал - Ларс Ульрих — барабаны |